# Convenio sobre la discriminación (empleo y ocupación)
El Convenio relativo a la discriminación en materia de empleo y ocupación, o Convenio sobre la discriminación (empleo y ocupación) (Convenio n.º 111), es un convenio de la Organización Internacional del Trabajo (OIT) contra la discriminación. Los Estados partes del convenio se comprometen a promover la legislación que prohíbe todo tipo de discriminación y exclusión en cualquier forma, incluyendo «cualquier distinción, exclusión o preferencia basada en motivos de raza, color, sexo, religión, opinión política, ascendencia nacional u origen social que tenga por efecto anular o alterar la igualdad de oportunidades o de trato en el empleo y la ocupación». El convenio 111 es uno de los ocho convenios fundamentales de la OIT.

## Ratificación
Hasta 2016, el convenio ha sido ratificado por 173 de los 187 Estados miembros de la OIT:
Los Estados que no ratificaron el convenio son los siguientes:
- Brunéi
- Islas Cook
- Japón
- Malasia
- Islas Marshall
- Birmania
- Omán
- Palaos
- Singapur
- Surinam
- Tailandia
- Tonga
- Tuvalu
- Estados Unidos

En Nueva Zelanda se amplió la cobertura del convenio al incluir a Tokelau. El convenio no se ha extendido a Aruba, Curazao, Sint Maarten, o el Caribe Neerlandés que forma parte del Reino de los Países Bajos.